# Мічурінський (Рубцовський район)
Мічу́рінський (рос. Мичуринский) — селище у складі Рубцовського району Алтайського краю, Росія. Входить до складу Рубцовської сільської ради.

## Населення
Населення — 455 осіб (2010; 427 у 2002).
Національний склад (станом на 2002 рік):
- росіяни — 74 %